# Henryk M. Przewłocki
Henryk Maria Przewłocki (ur. 1937 w Mordach) – polski specjalista w dziedzinie mikroelektroniki, doktor habilitowany, współtwórca polskiego przemysłu półprzewodnikowego, pionier w zakresie technologii MOS.

## Życiorys
Studiował elektronikę na Politechnice Warszawskiej na Wydziale Łączności, które to studia ukończył w 1959. Pracę doktorską napisaną pod kierunkiem Alfreda Świta obronił w 1969 na PW, stopień doktora habilitowanego uzyskał w 2001 w Instytucie Technologii Elektronowej.
Swoją karierę rozpoczął w Ośrodku Doświadczalnym Półprzewodników Instytutu Łączności (ODP IŁ) w 1957. W Instytucie tym był odpowiedzialny za produkcję tranzystorów TC11-15, pierwszych tranzystorów w Polsce, których produkcja przekroczyła ramy serii doświadczalnej. Wyprodukowano ich ok. 10 tysięcy sztuk, a doświadczenie zdobyte przy ich produkcji stało się bazą dla masowej produkcji tranzystorów TG. Tranzystory TC11-15 powstały w oparciu o model tranzystora stopowego TW1 opracowanego w Zakładzie Elektroniki PAN i były produkowane w ODP IŁ, który w 1958 został włączony do nowo powstałej Fabryki Tranzystorów TEWA. Przewłocki przeszedł z Instytutu Łączności do TEWY, po czym dołączył do spółdzielni Chemiter, w której jako kierownik laboratorium odpowiedzialny był za uruchomienie pierwszej w Polsce produkcji germanowych tranzystorów mocy; ich produkcja ruszyła w 1960 roku. Wkrótce potem Przewłocki wrócił do TEWY, do nowo powołanego przy fabryce Biura Naukowo-Badawczego Półprzewodników, do którego włączony został oddział półprzewodników spółdzielni Chemiter. W latach 1961–1970 pełnił tam rolę konstruktora wiodącego i zastępcy dyrektora zakładu, był konstruktorem pierwszych prototypów tranzystorów krzemowych.
Po przekształceniu Tewy w Naukowo-Produkcyjne Centrum Półprzewodników (CEMI) pełnił w nim rolę zastępcy dyrektora ds. naukowych (1971-79). Od 1979 do 2016 był kierownikiem zakładu w Instytucie Technologii Elektronowej (ITE).
Stypendysta Departamentu Stanu USA w 1965, laureat nagrody państwowej II stopnia w 1984 i wielu nagród ministerialnych. Członek IEEE Electron Devices Society i Electrochemical Society, distinguished lecturer IEEE EDS od 2010.
Do 2016 był profesorem nadzwyczajnym w ITE. W czasie swojej prawie sześćdziesięcioletniej kariery naukowo-badawczej był autorem bądź współautorem trzech książek, ponad 130 prac naukowych i referatów konferencyjnych, a także 2 patentów. Pod jego kierownictwem powstało 5 prac doktorskich.. 

## Rodzina
Pochodzi z rodziny Przewłockich herbu Przestrzał. Syn Henryka i Karoliny z Hutten-Czapskich, brat Janusza Przewłockiego, siostrzeniec Józefa Czapskiego, wnuk Konstantego Przewłockiego i Jerzego Hutten-Czapskiego. Żonaty z Teresą z Ptaszkowskich, ma syna.

## Wybrane publikacje
- Andrzej Jakubowski (red.), Romuald Beck, Henryk M. Przewłocki et al., VLSI : kierunki, bariery i granice rozwoju, Państwowe Wydawnictwo Naukowe, 1986.
- Andrzej Jakubowski, Wiesław Marciniak, Henryk M. Przewłocki, Diagnostic Measurements in LSI/VLSI Integrated Circuits Production (Advanced Series in Electrical and Computer Engineering: Volume 7), World Scientific, 1991.
- Andrzej Jakubowski, Wiesław Marciniak, Henryk M. Przewłocki, Pomiary elektryczne w diagnostyce produkcji układów scalonych LSI i VLSI, Warszawa, Wydawnictwa Naukowo-Techniczne, 1991.